# Metallurg Serow
Metallurg Serow (russisch Металлург Серов) ist ein russischer Eishockeyklub aus Serow, der zuletzt in der Saison 2008/09 in der Wysschaja Liga spielte.

## Geschichte
Der Klub wurde 1961 gegründet. Zu Sowjetzeiten spielte die Mannschaft unter anderem in der zu diesem Zeitpunkt zweitklassigen Perwaja Liga. In der Saison 1998/99 trat die Mannschaft in der Meisterschaft des russischen Eishockeyverbands an, die aufgrund von Unstimmigkeiten parallel zur zweitklassigen Wysschaja Liga ausgetragen wurde. Nachdem die Meisterschaft des Verbandes im folgenden Jahr nach einer Einigung mit den Organisatoren der Wysschaja Liga wieder aufgelöst worden war, wurde Metallurg Serow ein fester Bestandteil eben jener Wysschaja Liga, in der Metallurg von 1999 bis 2009 antrat.

## Bekannte Spieler
| - Maxim Chudjakow (2006) - Maxim Jakuzenja (1998–2001) - Denos Leonow (2001–2002) - Iwan Lissutin (2006–2007) | - Jewgeni Medwedew (2003–2004) - Nikita Schtschitow (2003–2005) - Pawel Woroschnin (2004–2005) |